# Ljiljana Matković-Vlašić
Ljiljana Matković-Vlašić (Zagreb, 9. prosinca 1938.), hrvatska spisateljica, pjesnikinja i slikarica.  Renomirana je katolička spisateljica, piše o biblijskim heroinama. Djela joj se uvrštavaju u elitističku razinu intelektualnih djelatnosti.
Uređivala je 1990-ih glasilo Mirotvorni izazov. Česta je gošća znanstvenih simpozija o religiji. Predsjednica je Udruge za međureligijsku kulturu i Udruge za vjersku slobodu.
Sudionica je Susreta hrvatskoga duhovnoga književnoga stvaralaštva Stjepan Kranjčić. Djela su joj uvrštena u Zbornik sa Susreta 2012. Duga vjere (ur. Vladimir Lončarević)
Osim što se bavi književnošću, bavi se i slikarstvom: "Želim samo produbiti neke vizualne doživljaje". Slikanje joj je "neka vrsta molitve" premda priznaje da nikad nije "naslikala niti jedan vjerski prizor u užem smislu", držeći ipak pritom da su joj slike "odraz smirene radosti življenja i himna Stvoritelju".

## Djela
- Red riječi kao stilističko sredstvo u "Chanson de Guillaume" (1963.), magistarska radnja[3]
- Traganje za blizinama (1971.), zbirka pjesama[4]
- Žena i crkva (1973.)[5][6]
- Ti nisi sišao s križa (1974.), zbirka pjesama[7][8]
- Da bi i oni živjeli (1974.)[9]
- Sabrani dani (1977.), zbirka pjesama[10]
- U zemlji živih (1983.)[11]
- Laici u prvim ili zadnjim redovima (1987.)[12]
- Velike žene Staroga zavjeta (1998.)[13]
- Budi bez svega, živote (2015.), zbirka pjesama[14][15]
- Blago mirotvorcima - glas vapijućeg u pustinji (2018.)[16][17][18]

Matković-Vlašić zastupljena je i u nekoliko pjesničkih antologija: Duša duše Hrvatske - novija hrvatska marijanska lirika (1988.), Duhovna poezija (1996.), Hrvatska uskrsna lirika (2001.), Krist u hrvatskom pjesništvu (2007.) i Kruh i vino (2009.).
Priredila je zbornik s radova povodom 100. godišnjice rođenja Marice Stanković.

## Nagrade i priznanja
- U povodu 20. obljetnice katoličkog pokreta Cursillo-Mali tečaj u Hrvatskoj 1994 dobiva Apostolski blagoslov pape Ivana Pavla II,priznanje Kršćanskog akademskog kruga 2011., priznanje Udruge za vjersku slobodu u Republici Hrvatskoj 2014.

## Vanjske poveznice
- [neaktivna poveznica] na stranicama Društva hrvatskih književnika
- Virtualna izložba slika Ljiljane Matković-Vlašić  Arhivirana inačica izvorne stranice od 28. veljače 2015. (Wayback Machine)
- Tatjana Stupin Lukašević, Misionari svjetlosti : odabrani intervjui iz "Narodnog lista", Narodni list, Zadar, 2003., ISBN 9536304112